# Neil Banfield
Neil Anthony Banfield (* 20. Januar 1962 in Poplar, London) ist ein ehemaliger englischer Fußballspieler und aktueller Trainer.

## Leben und Karriere
Als Spieler hatte Banfield wenig Erfolg. Er spielte drei Spiele bei Crystal Palace und ein Jahr bei Leyton Orient. Darüber hinaus hatte er einen Zwischenstopp in Australien, als er bei Adelaide City drei Jahre unter Vertrag stand. 1997 wechselte er als Trainer von Charlton Athletic zum FC Arsenal und übernahm dort die Jugendmannschaft. Mit den Junggunners gewann er zwei FA Youth Cups, die englische U-17-Meisterschaft 2000 und die englische U-19-Meisterschaft 2004. 2004 übernahm Banfield die zweite Mannschaft des FC Arsenal. Zwischen 2004 und 2005 arbeitete er zudem als Co-Trainer der irischen U-21-Auswahl.

### Erfolge
als Trainer 
- 2 × den FA Youth Cup mit dem FC Arsenal
- 1 × englischer U-17-Meister mit dem FC Arsenal (2000)
- 1 × englischer U-19-Meister mit dem FC Arsenal (2004)